# Juan Pedro Gutiérrez
Juan Pedro Gutiérrez Lanas (ur. 10 października 1983 w Nueve de Julio) – argentyński koszykarz, reprezentant kraju, grający na pozycji środkowego, posiadający także hiszpańskie obywatelstwo, multimedalista międzynarodowych imprez, olimpijczyk. 
W 2001 zaczął karierę zawodową w Liga Nacional de Básquet, w drużynie Obras Sanitarias. Brązowy medalista olimpijski 2008.

## Osiągnięcia
Na podstawie, o ile nie zaznaczono inaczej.

### Drużynowe
- Mistrz Liga Ameryki Południowej FIBA (2011)
- Wicemistrz Argentyny (2012)
- Finalista superpucharu Hiszpanii (2005)

### Indywidualne
- MVP:
  - ligi:
    - Ameryki Południowej FIBA (2011)
    - argentyńskiej (2011, 2012)

  - kolejki ACB (33 – 2009/2010)
- Najlepszy zawodnik krajowy ligi argentyńskiej (2012)
- Zaliczony do I składu ligi argentyńskiej (2011, 2012)
- Uczestnik meczu gwiazd ligi argentyńskiej (2011–2013)
- Lider ligi argentyńskiej w zbiórkach (2011)

### Reprezentacja
- Mistrz:
  - Ameryki:
    - 2011
    - Południowej (2004, 2008, 2012)

  - turnieju FIBA Diamond Ball (2008)
- Wicemistrz:
  - Ameryki (2005, 2007)
  - Ameryki Południowej (2010)
  - kontynentalnego pucharu:
    - Jenaro "Tuto" Marchanda (2007, 2013)
    - Mistrzów Stankovicia (2005)
- Brązowy medalista:
  - olimpijski (2008)
  - mistrzostw Ameryki:
    - 2009, 2013
    - Południowej (2006)
- Uczestnik:
  - mistrzostw świata (2010 – 5. miejsce)
  - pucharu Marchanda (2007, 2009 – 4. miejsce, 2013)